# Patuki Isaako
Patuki Isaako – polityk Tokelau, terytorium zależnego Nowej Zelandii, szef jego rządu w latach 2004–2005.
Od 2003 do 2005 roku był wodzem (Faipule) klanu na atolu Atafu. W lutym 2004 objął władzę nad Tokelau na roczną kadencję. W maju 2004 na spotkaniu Komitetu ds. Dekolonizacji Organizacji Narodów Zjednoczonych wypowiedział się przeciwko odłączeniu terytorium od Nowej Zelandii. Jeszcze przed końcem kadencji, w 2004 roku, jego obowiązki przejął Pio Tuia, który został też jego następcą.